# Шаменов
Шаме́нов (каз. Шәменов) — село у складі Жалагаського району Кизилординської області Казахстану. Адміністративний центр та єдиний населений пункт сільського округу Шаменова.
У радянські часи село називалось Айнаколь.
Населення — 1033 особи (2021; 1193 у 2009, 1336 у 1999, 1030 у 1989).